# Frysehus
Frysehuse (også kendt som frostbox-centraler eller Frysebokse)blev typisk bygget i slutningen af 1940'erne og fremefter af lokale frysehusforeninger udsprunget af Andelsbevægelsen. Medlemmerne betalte hver et årligt indskud som gik til frysehusbestyrerens løn, driften og renterne på lånet til byggeriet.
I frysehuset lå køleanlæg og frysebokse. Jo mere boksplads, jo mere skulle man betale. I boksene opbevarede man kød, fjerkræ, grønsager og bær mv, før det var almindeligt at have frysere i hjemmet. Frysehuse var ofte placeret centrale steder ved vejkryds eller i forbindelse med mejerier, flere steder ses det at der fortsat er bustoppesteder i forbindelse med frysehuse, skønt de ikke længere er i drift.
I 1958 fandtes der 3000 af slagsen i Danmark. De fleste frysehuse stoppede aktiviteterne i løbet af 1970'erne og 1980'erne, da det blev almindeligt udbredt med kummefryser i de enkelte hjem. I dag er kun få af de gamle frysehusforeninger tilbage. Der er Agerbæk Andelsfryseforening som har ekisteret siden 1949 og har 24 aktive bokse i deres frysehus, samt frysehuset på Helnæs på Sydfyn. 
Der findes dog fortsat store kommercielle frysehuse henvendt til virksomheder som beskæftiger sig indenfor levnedsmiddelindustrien, transportsektoren eller catering.